# 1941年のメジャーリーグベースボール
以下は、メジャーリーグベースボール（MLB）における1941年のできごとを記す。
1941年4月14日に開幕し10月6日に全日程を終え、ナショナルリーグはブルックリン・ドジャースが21年ぶり6度目のリーグ優勝で、アメリカンリーグはニューヨーク・ヤンキースが2年ぶり11度目の優勝であった。
ワールドシリーズはニューヨーク・ヤンキースがブルックリン・ドジャースを4勝1敗で破り2年ぶり9度目のシリーズ制覇となった。
1940年のメジャーリーグベースボール - 1941年のメジャーリーグベースボール - 1942年のメジャーリーグベースボール

## できごと
ブルックリン・ドジャースはシンシナティ・レッズがリーグ連覇した1939年が3位、1940年2位で、チーム力が上向き始めていた。この原動力はラリー・マクフェイル会長とレオ・ドローチャー監督であり、この年は22歳のピート・ライザーがメジャーデビュー2年目で打率.343で史上最年少で首位打者となり、 ドルフ・カミリ一塁手が本塁打34本・打点120で二冠を獲得し、その他にディキシー・ウォーカーやピー・ウィー・リースがいて強力な打線に、投手陣は カービー・ビグビー と ウィット・ワイアット の両エースがともに22勝で最多勝となり、この年ついに1920年以来21年ぶりにナショナルリーグの優勝を果たした。これ以降ドジャースは1966年まで僅か4年だけ4位以下になっただけで常にナショナルリーグの3位以上を占めて、ナショナルリーグでのニューヨーク・ジャイアンツの衰退に代わって強豪球団となった。
一方アメリカンリーグは、ニューヨーク・ヤンキースが前年に5連覇を逃したがこの年すぐに復活し、フィル・リズート遊撃手が加わり、しかも大黒柱ジョー・ディマジオ が56試合連続安打の大記録を樹立して打点王(125)とともにリーグMVPを獲得してレッドソックスに17ゲーム差をつけてのリーグ優勝であった。
ワールドシリーズは、ヤンキース対ドジャースの初対決となり、ドジャースは名手リースにミスがあったり、フィッツシモンズの欠場があったり、しかも1勝1敗で迎えた第4戦で9回表2死2ストライクで1点リードのドジャースが勝利濃厚の場面で、ヤンキースのヘンリックが空振りしたのにミッキー・オーウェン捕手の痛恨の後逸から一挙4点を取られて逆転負けを喫し、結局4勝1敗でヤンキースのシリーズ制覇となった。このドジャースとヤンキースの両チーム同士の組合せは以降メジャリーグ史上に残る代表的なライバル対決としてワールドシリーズの歴史に刻んでいった。
- ドジャースの ドルフ・カミリ一塁手は1933年にシカゴ・カブスからデビューしたが、その後フィラデルフィア・フィリーズに移り、1938年にドジャースにトレードされた。ぶんぶん振り回すバッテイングで三振の多いバッターであり、3割を打ったのはわずか2年で、1939年には最多三振107と最多四球110を記録し、この年を含めて三振100・四球100以上が3年あり、しかもいずれも打点100以上を記録した選手で、3回目がこの1941年であったが打率.285ながら本塁打34本・打点120で本塁打王と打点王に輝き、しかもリーグMVPにも選出されて、後にも先にも最高のシーズンとなった。

### レフティ・グローブの引退
7月25日、レフティ・グローブが、ピート・アレクサンダー以来17年ぶり史上12人目となる通算300勝を達成した。1925年から7年連続最多奪三振を取り、1934年までに最多勝4回、1939年までに最多勝率5回と最優秀防御率を4年連続を含めて通算9回取り、1930年に投手の全タイトルを獲得した「史上最高の左投手」は41歳となったこの年に引退した。彼はとことん敗北を嫌う選手で負け投手になった時は手が付けられないほどロッカールームで荒れ狂ったと言われる。アスレチックス時代にはあのコニー・マック監督にも文句を言ったという。監督の作戦の拙さから敗戦を招いたとして「お前さんにピーナッツをぶつけてやりたい」と吠えるとコニー・マックは「俺もお前さんにピーナッツを投げつけてやりたい」とやり返したという。後にコニー・マックは史上最高のサウスポーはと記者に問われて、ルーブ・ワッデルと共にレフティ・グローブの名を挙げた。しかしそれでもマックは1933年にまだ絶頂期のレフティ・グローブを12万5000ドルでレッドソックスにトレードした。財政難というチーム事情からだが放出後も事あるごとにグローブの話をして褒めたたえたという。
レフティ・グローブが引退するこの年にサウスカロライナ州のブレスビテリアン大学の野球部に一人の青年がいた。熱烈にコニー・マック監督を尊敬し、しかも同じ大学の野球部コーチが元アスレチックス遊撃手だったエリック・マックネアで、7年前の1934年秋にコニー・マック監督やベーブ・ルース、ルー・ゲーリッグらと一緒に日本を訪問した大リーグ選抜チームの一員でもあった。そしてこのマックネアの紹介で在学中にアスレチックスを訪ねてきた。背が高く痩せていた身体からバネを効かせた快速球を投げる彼を見て、コニー・マックは「これはレフティ・グローブの再来だ」と惚れ込んだ。しかしこのグローブそっくりの青年がまだ大学生であることを知って、中退して入団を希望する彼に「いいか、中退はやめなさい。大学を卒業してからうちの球団に来なさい。それまで君の契約書とユニフォームを揃えて首を長くして待っているよ」と伝えて、この青年は大学に戻っていった。そして次に彼がアスレチックスの事務所に来たのはそれから5年後であった。そして夢にまで見たメジャーリーグでの初登板はそれから2年後の1948年4月の開幕日であった。7年かけてやっとアスレチックスのマウンドに上がったこの青年の壮絶なカムバックの物語は多くのアメリカ人を感動させた。この背が高くて痩せた身体の青年の名はルー・ブリッシー。コニー・マックが彼と再会するのは1946年7月で戦後1年が過ぎていた。

### ジョー・ディマジオの56試合連続安打
ジョー・ディマジオはメジャーデビューする前のパシフィックコーストリーグのサンフランシスコ・シールズ時代に61試合連続安打の記録を作り、メジャーリーグのスカウトの目に止まったのがメジャー昇格のきっかけであった。それから9年後の1941年5月15日の対ホワイトソックス戦でディマジオは4打数1安打を打った。相手は左腕エディ・スミス投手であったが、その後ディマジオは毎試合安打を打ち続けて、2カ月間途絶えることは無かった。その間の相手投手はレフティ・グローブ、ボブ・フェラー、ハル・ニューハウザー、ディジー・トラウト、メル・ハーダー、スクールボーイ・ロウなど当時の錚々たる投手たちで、ディマジオは彼らを打ち崩しながら連続安打を続けた。それまでの最高記録は1897年のウィリー・キーラーの44試合連続安打で、20世紀に入ってからはロジャース・ホーンスビーの33試合やトミー・ホームズの37試合、そしてジョージ・シスラーの41試合があったが、ディマジオはこれを超えて、やがてファンは何試合まで続けるかが話題の中心になった。「今日で○○試合に伸びたぞ」「明日も打てるかな」と寄ればこの話題ばかりで戦争の影が忍び寄り(この年12月に真珠湾攻撃から日米開戦となった）、暗い時代での明るい話題を2か月間ディマジオは提供していた。
そして7月16日に56試合連続となり、翌日7月17日の対インディアンス戦で3打数無安打に終わり記録は途切れた。最後の打席はアル・スミス投手を相手に遊撃ゴロでの併殺打で、このゴロを受けたのはルー・ブードロー遊撃手であった。そしてこの記録は不滅の記録と言われたベーブ・ルースのシーズン本塁打60本・通算本塁打714本、タイ・カッブの通算安打4191本、ルー・ゲーリッグの連続試合出場2130試合の記録が次々と破られるなかで、アンタッチャブル・レコードとして現在も光り輝いている。そして「1941年7月17日」は56試合連続安打が途切れた日としてメジャリーグの歴史に残った。

### テッド・ウイリアムズの4割達成
この年は、ジョー・ディマジオの記録に沸いたが、もう一つ不滅の記録が達成された年でもある。ボストン・レッドソックスのテッド・ウィリアムズ が打率.406を打ち、今日まで最後の4割打者として記録されている。1939年に20歳でメジャーデビューしたその年に早くも打率.327、本塁打31本、打点145で打点王となったウイリアムズは翌1940年に打率.344に上げて、この年はシーズン最終日の前に打率.3995で四捨五入して打率.400になるので監督は残り2試合(この日はダブルヘッダーであった)を欠場するように勧めたがウィリアムズは拒否してダブルヘッダー2試合に出場し、8打数6安打を打って打率.406で終わった。そして本塁打37本で本塁打王の二冠に輝いた。
なお後にテッド・ウイリアムズの余りの猛打に相手チームが全体にライト側に寄って守る変形守備シフトを取ったが、これを発案したのはインディアンスの選手兼任監督のルー・ブードローで、彼はジョー・ディマジオの56試合連続安打が止まった最後の打席のゴロを取った遊撃手でもあった。

### 最優秀選手賞の選考
ジョー・ディマジオは打点王で、テッド・ウイリアムズは首位打者・本塁打王だったが、リーグMVPはジョー・ディマジオであった。これが2度目の受賞で、4割を打ったテッド・ウイリアムズとはわずか37票差であった。最優秀選手賞（MVP）は新聞記者の投票で決まる方法であり、ディマジオが新聞記者の評判が良いのに比べてウイリアムズは新聞記者との関係が悪く、特に地元ボストンの記者ですらウイリアムズについて「ディマジオはチーム優先でヤンキースを優勝させたが、ウイリアムズは自分の記録優先で、だからレッドソックスは優勝できない」と書かれる始末であった。そして翌1942年は三冠王になりながらMVPはヤンキースのジョー・ゴードンが選ばれ、終戦後の1947年にも再び三冠王になりながら1票差でディマジオがリーグMVPに選ばれている。

### ルー・ゲーリッグの死去
6月2日、ルー・ゲーリッグが37歳で死去した。亡くなる直前の5月にヤンキースの同僚セルカークとヘンリック両外野手はゲーリッグを見舞い、その際に「病気が治ったらまた野球界に戻りコーチをしたい」と語ったが、この時の彼の体重は93キロから41キロに落ちていた。訃報を聞いたジョー・マッカーシー監督は愕然となり、ニューヨーク市のラガーディア市長は全市に半旗を掲げることを命じた。「ヤンキースの誇り」「鉄人」と謳われたゲーリッグはやがて「静かなる英雄」と呼ばれ、難病の筋萎縮性側索硬化症はやがてルー・ゲーリッグ病と呼ばれるようになった。

### セントルイス・ブラウンズの移転問題
アメリカンリーグのブラウンズが、本拠地の移転について検討を始めた。同じセントルイスを本拠地にしながらカージナルスとは差をつけられて、この年に本拠地の観客動員数がカージナルスが60万人を初めて突破したが、ブラウンズが一番観客を集めた前年が23万人で、1935年には約8万人、1936年は約9万人であった。そしてロサンゼルスを移転候補地として地元のAAA級パシフィックコーストリーグのロサンゼルス・エンゼルス（現在の球団は無関係）を買い取る形で、ロサンゼルスの商工会議所が年間50万人の観客を最初の5年間を保証する旨を言明したので、他のアメリカンリーグのオーナーもこの移動には賛意を示していた。しかし、この年の12月の日本軍による真珠湾攻撃でアメリカが参戦する事態となり、このブラウンズによるロサンゼルスへの移転話は自然消滅となった。戦後になってやがて1952年にボルチモアへの移転が具体化する。

## 最終成績

### レギュラーシーズン
| 順 | チーム                           | 勝利 | 敗戦 | 勝率 | G差  |
| -- | -------------------------------- | ---- | ---- | ---- | ---- |
| 1  | ニューヨーク・ヤンキース         | 101  | 53   | .656 | --   |
| 2  | ボストン・レッドソックス         | 84   | 70   | .545 | 17.0 |
| 3  | シカゴ・ホワイトソックス         | 77   | 77   | .500 | 24.0 |
| 4  | デトロイト・タイガース           | 75   | 79   | .487 | 26.0 |
| 5  | クリーブランド・インディアンス   | 75   | 79   | .487 | 26.0 |
| 6  | ワシントン・セネタース           | 70   | 84   | .455 | 31.0 |
| 7  | セントルイス・ブラウンズ         | 70   | 84   | .455 | 31.0 |
| 8  | フィラデルフィア・アスレチックス | 64   | 90   | .416 | 37.0 |

| 順 | チーム                       | 勝利 | 敗戦 | 勝率 | G差  |
| -- | ---------------------------- | ---- | ---- | ---- | ---- |
| 1  | ブルックリン・ドジャース     | 100  | 54   | .649 | --   |
| 2  | セントルイス・カージナルス   | 97   | 56   | .634 | 2.5  |
| 3  | シンシナティ・レッズ         | 88   | 66   | .571 | 12.0 |
| 4  | ピッツバーグ・パイレーツ     | 81   | 73   | .526 | 19.0 |
| 5  | ニューヨーク・ジャイアンツ   | 74   | 79   | .484 | 25.5 |
| 6  | シカゴ・カブス               | 70   | 84   | .455 | 30.0 |
| 7  | ボストン・ブレーブス         | 62   | 92   | .403 | 38.0 |
| 8  | フィラデルフィア・フィリーズ | 43   | 111  | .279 | 57.0 |

### オールスターゲーム
- ナショナルリーグ 5 - 7 アメリカンリーグ

### ワールドシリーズ
- ヤンキース 4 - 1 ドジャース

| 10/1 – | ドジャース | 2 | - | 3 |  | ヤンキース |
| 10/2 – | ドジャース | 3 | - | 2 |  | ヤンキース |
| 10/4 – | ヤンキース | 2 | - | 1 |  | ドジャース |
| 10/5 – | ヤンキース | 7 | - | 4 |  | ドジャース |
| 10/6 – | ヤンキース | 3 | - | 1 |  | ドジャース |

## 個人タイトル

### アメリカンリーグ
| 項目   | 選手                       | 記録 |
| ------ | -------------------------- | ---- |
| 打率   | テッド・ウィリアムズ (BOS) | .406 |
| 本塁打 | テッド・ウィリアムズ (BOS) | 37   |
| 打点   | ジョー・ディマジオ (NYY)   | 125  |
| 得点   | テッド・ウィリアムズ (BOS) | 135  |
| 安打   | セシル・トラビス (WS1)     | 218  |
| 盗塁   | ジョージ・ケース (WS1)     | 33   |

| 項目   | 選手                       | 記録 |
| ------ | -------------------------- | ---- |
| 勝利   | ボブ・フェラー (CLE)       | 25   |
| 敗戦   | ボボ・ニューサム (DET)     | 20   |
| 防御率 | ソーントン・リー (CWS)     | 2.37 |
| 奪三振 | ボブ・フェラー (CLE)       | 260  |
| 投球回 | ボブ・フェラー (CLE)       | 343  |
| セーブ | ジョニー・マーフィー (NYY) | 15   |

### ナショナルリーグ
| 項目   | 選手                   | 記録 |
| ------ | ---------------------- | ---- |
| 打率   | ピート・ライザー (BRO) | .343 |
| 本塁打 | ドルフ・カミリ (BRO)   | 34   |
| 打点   | ドルフ・カミリ (BRO)   | 120  |
| 得点   | ピート・ライザー (BRO) | 117  |
| 安打   | スタン・ハック (CHC)   | 186  |
| 盗塁   | ダニー・マートー (PHI) | 18   |

| 項目   | 選手                               | 記録 |
| ------ | ---------------------------------- | ---- |
| 勝利   | カービー・ビグビー (BRO)           | 22   |
| 勝利   | ウィット・ワイアット (BRO)         | 22   |
| 敗戦   | リップ・シーウェル (PIT)           | 17   |
| 防御率 | エルマー・リドル (CIN)             | 2.24 |
| 奪三振 | ジョニー・ヴァンダー・ミーア (CIN) | 202  |
| 投球回 | バッキー・ウォルターズ (CIN)       | 302  |
| セーブ | ジャンボ・ブラウン (NYG)           | 8    |

## 表彰

### シーズンMVP
- アメリカンリーグ ： ジョー・ディマジオ （NYY）
- ナショナルリーグ ： ドルフ・カミリ （BRO）